# Tre Flickor (staty)

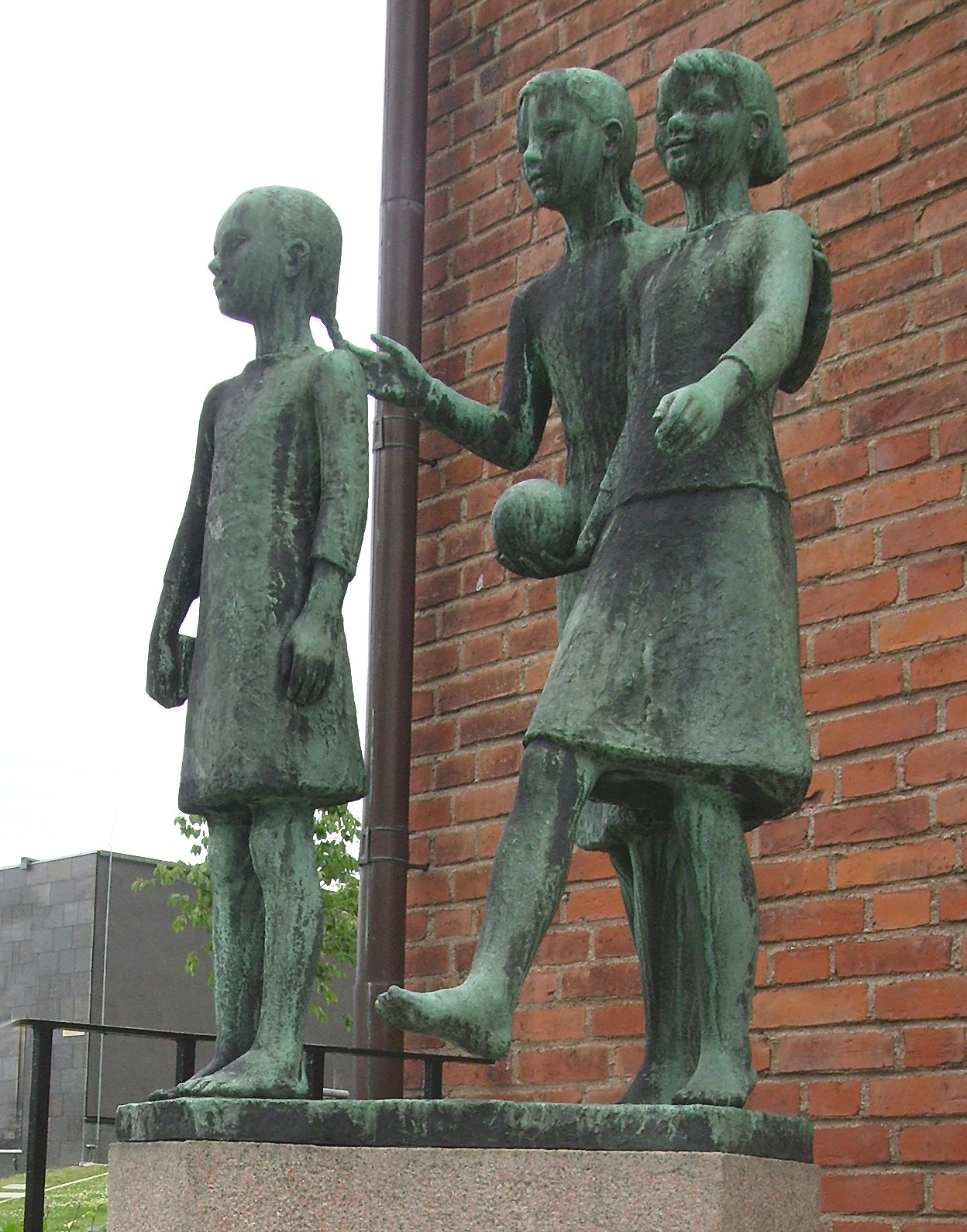
Tre Flickor

Tre Flickor är en 1,4 meter hög skulpturgrupp i brons utförd av Britta Nehrman. Den avtäcktes 1952 och var placerad utanför dåvarande Vasa kommunala flickskola vid Skånegatan i Göteborg. I skolbyggnaden har därefter inrymts såväl Burgårdens gymnasium. som senare Munkebäcksgymnasiet. Tre flickor från skolan i olika åldrar och med olika frisyrer fick stå modell.